# Johnny Haynes
John Norman „Johnny” Haynes (Kentish Town, 1934. október 17. – Edinburgh, Skócia, 2005. október 18.) angol labdarúgócsatár.
Az angol válogatott tagjaként részt vett az 1954-es, az 1958-as és az 1962-es labdarúgó-világbajnokságon.